# Drino curta
Drino curta är en tvåvingeart som först beskrevs av Wulp 1890.  Drino curta ingår i släktet Drino och familjen parasitflugor. Inga underarter finns listade i Catalogue of Life.